# Battus zetides
Espèce
Statut de conservation UICN

 VU A1c, B1+2c : Vulnérable
Battus zetides est une espèce de lépidoptères (papillons) de la famille des  Papilionidae, de la sous-famille des Papilioninae et du genre Battus.

## Dénomination
Battus zetides a été décrit par Eugène Munroe en 1971 sous le nom initial de Papilio zetides.
Synonyme : Papilio zetes, Westwood, 1847.

### Noms vernaculaires
Battus zetides se nomme Zetides Swallowtail en anglais.

## Description
Battus zetides est un moyennement grand papillon (son envergure varie de 58 à 130 mm) de couleur marron de forme vaguement triangulaire et dont chaque aile postérieure possède une longue queue. Sur le dessus il présente une ligne submarginale de taches blanches
Le revers des antérieures est semblable, celui des postérieures est blanc veiné de marron avec une plage basale et une ligne submarginale marron.

## Biologie

### Plantes hôtes
Les plantes hôtes de sa chenille sont des Aristoloches : Aristolochia bilabiata et Aristolochia montana .

## Écologie et distribution
Battus zetides est présent à Haïti et en République dominicaine.

### Protection
Battus zetides est inscrit vulnérable sur le Red Data Book.